# 테스 헨리
테스 헨리(Tess Henley, 1987년 10월 31일 ~ )는 미국의 싱어송라이터이다.